# علم فلك الأشعة تحت الحمراء

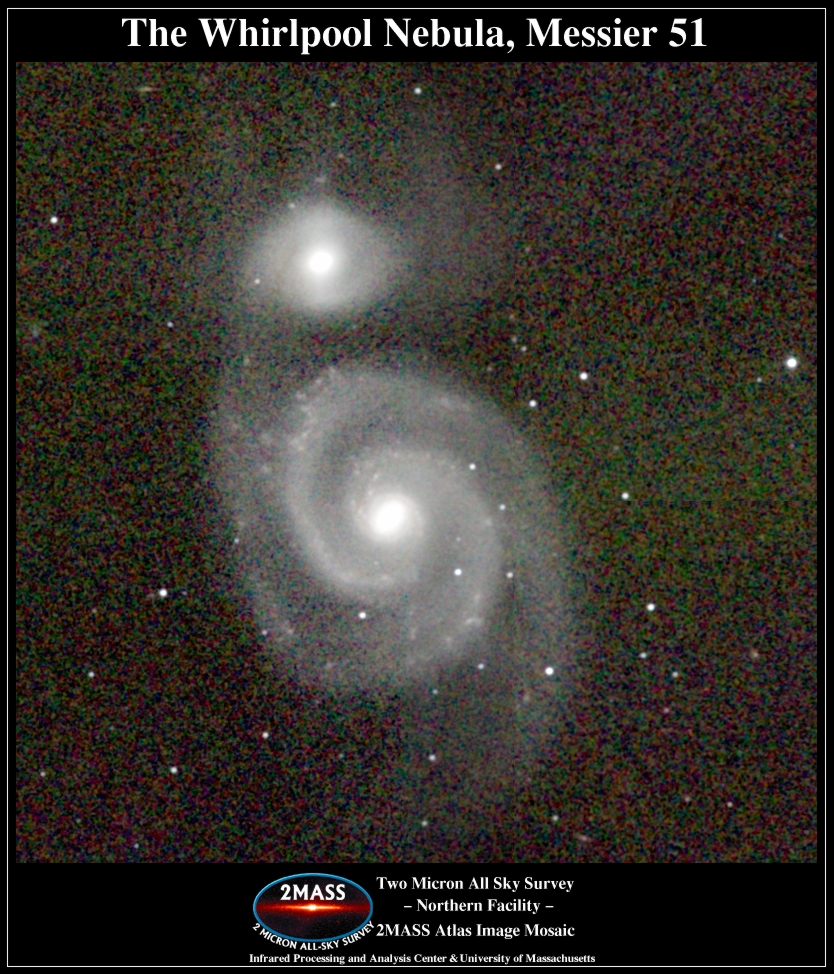
مجرة الزوبعة للأشعة القادمة بطول موجة 2 ميكرومتر.

علم فلك الأشعة تحت الحمراء (بالإنجليزية: Infrared Astronomy) هو فرع علم الفلك التجريبي الذي يقوم برصد الأشعة تحت الحمراء القادمة من أجرام سماوية وتفسيرها. الأشعة تحت الحمراء هي حيز من الأشعة الكهرومغناطيسية، وبينما يمكن للعين البشرية رؤية جزء من الأشعة الكهرومغناطيسية ونسميها ضوء مرئي، ولكن لا يمكن للعين رؤية الاشعة تحت الحمراء.

## نطاقات الرصد

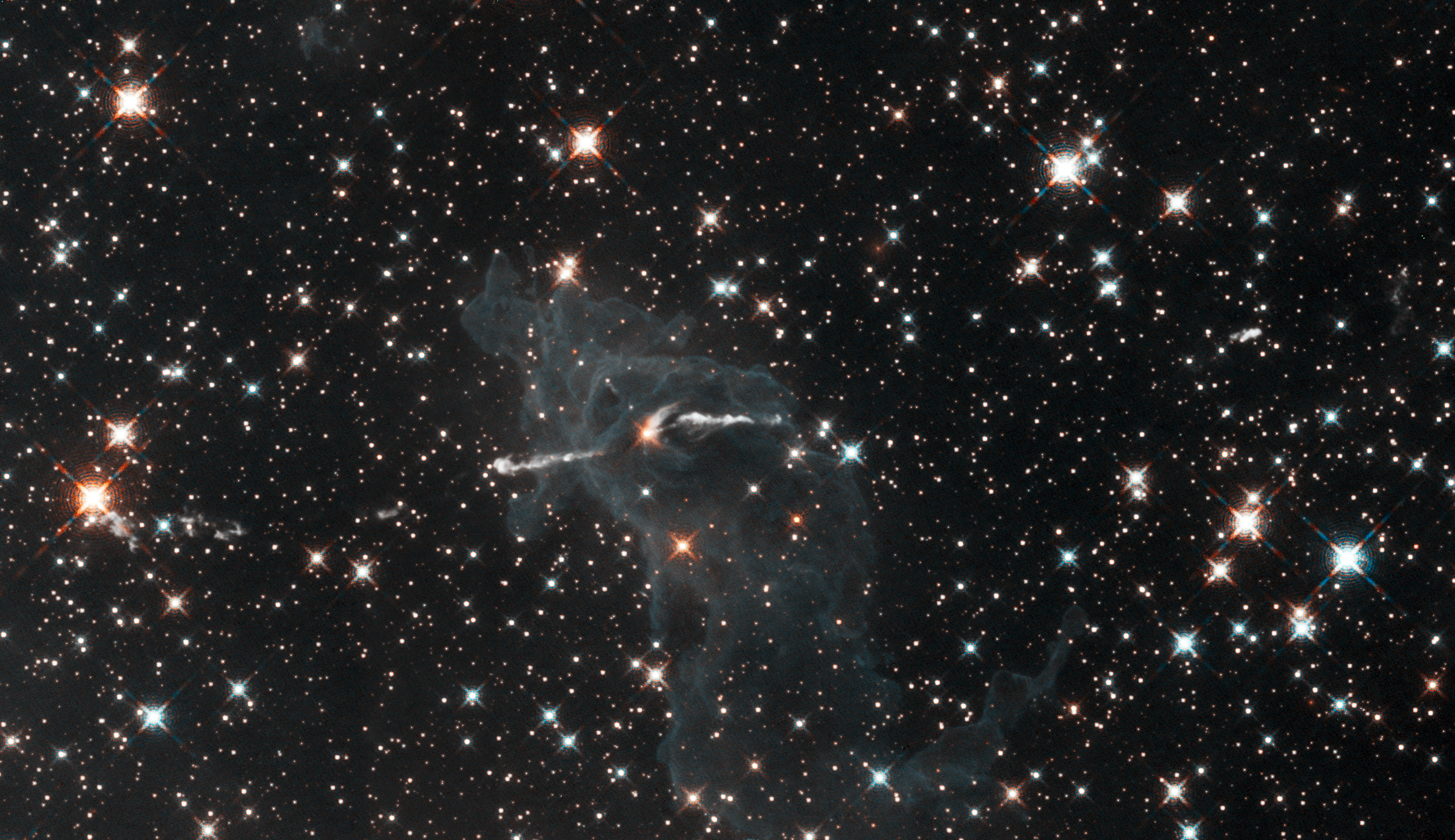
سديم القاعدة صورة للأشعة تحت الحمراء، إلتقطها كاميرا مخصوصة في تلسكوب هابل الفضائي.

يسمى حيز الأشعة تحت الحمراء أيضا «بالأشعة الحرارية» لصدورها بغزارة من الأجسام الساخنة، (وحتى جسم الإنسان بما له من حرارة 37 درجة مئوية فهو يصدر تلك الاشعة ويمكن لنظارات بصرية مخصوصة رؤيتها). يقع حيز الأشعة تحت الحمراء بين طول موجة الضوء ذو الطول 700 نانومتر إلى طول الموجة أقل من الملليمتر (300 مليمتر). ويقسم هدا الحيز إلى ثلاثة نطاقات:
- الاشعة تحت الحمراء القريبة (طول الموجة نحو 700 نانومتر – 4   ميكرومتر)
- الأشعة تحت الحمراء المتوسط (4–40  ميكرومتر)
- الاشعة تحت الحمراء البعيدة (40–300 ميكرومتر),

وقد تتغير مقادير تلك الحدود طفيفا من منشور علي إلى آخر. وتقسم تلك النطاقات إلى أحزمة أصغر منها من حيث طول الموجة عند دراساتنا الفلكية حيث تلعب شفافية جو الأرض دورا هاما في ذلك (يمتص جو الأرض بعض أطوال الموجة فلا نراها).
وتميز تلك النطاقات بحروف الكتابة بحسب المرشح الضوئي المنتمي إليه. تلك المرشحات تسمح بمرور كول معين من أطوال موجات الأشعة الكهرومغناطيسية:
I (نحو 0,8 ميكرومتر), z (نحو 0,9 ميكرومتر), Y (نحو 1,0 ميكرومتر), (1,25 ميكرومتر) J ، H 1,65 ميكرومتر..... إلى Q 20 ميكرومتر). وخارج تلك النطاقات فيحجب بخار الماء الموجود في الجو الأشعة عنا فلا يمكن رصدها.
طبقا للجدول التالي:
| طول الموجة بالميكرومتر | النطاق |
| ---------------------- | ------ |
| 0,65                   | R-Band |
| 1,00                   | I-Band |
| 1,25                   | J-Band |
| 1,65                   | H-Band |
| 2,20                   | K-Band |
| 3,45                   | L-Band |
| 4,70                   | M-Band |
| 10                     | N-Band |
| 20                     | Q-Band |

## مباديء أساسية لتصميم التلسكوبات

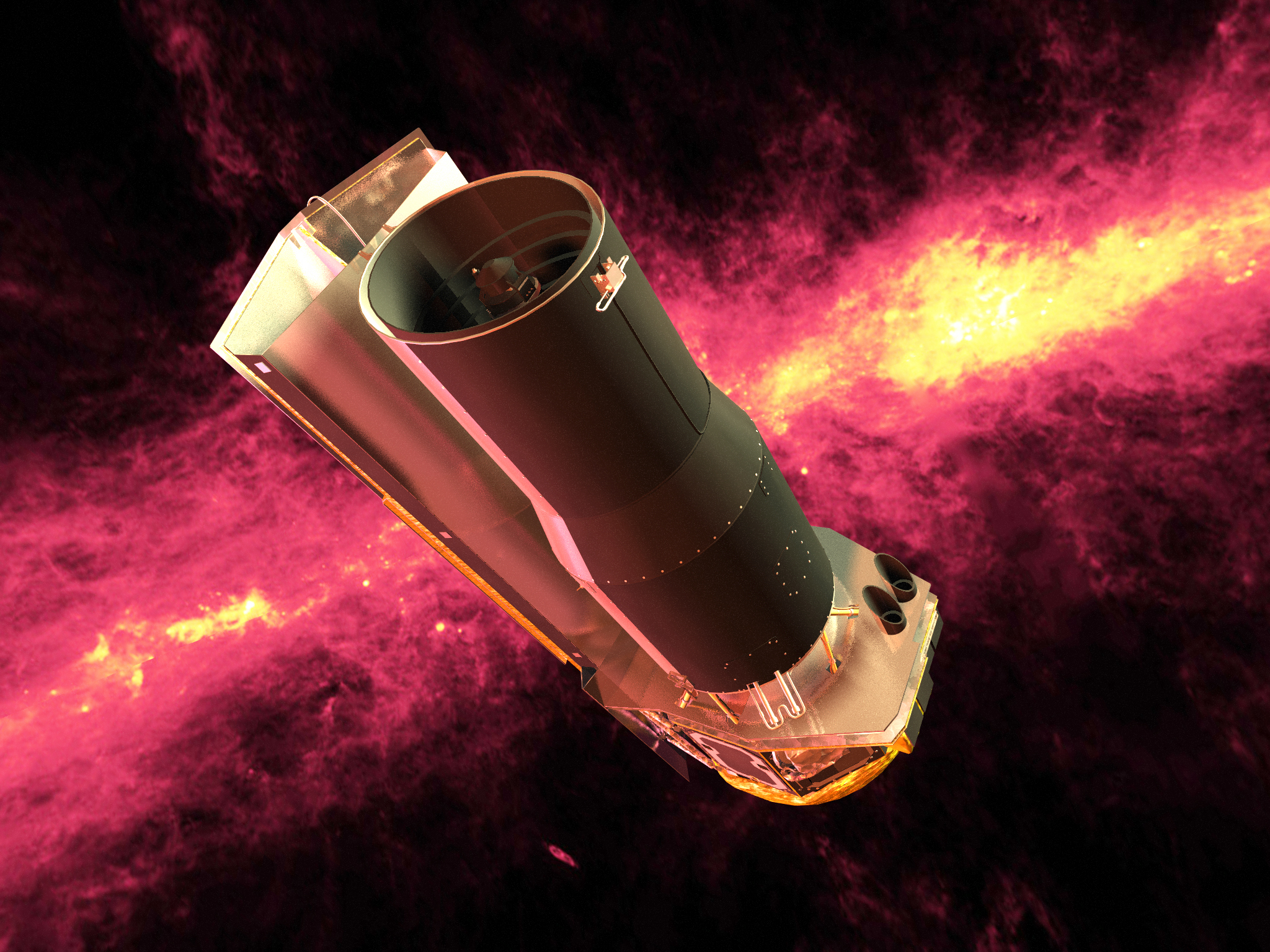
صورة تخيلية لمقراب سبيتزر الفضائي في السماء.

يمتص الغلاف الجوي للأرض وعلى الأخص بخار الماء في الهواء الأشعة تحت الحمراء ذات اطوال موجة أطول من 2 ميكرومتر بشدة تجعل القياس في تلك النطاقات أقل وضوحا. لهذا تصمم التلسكوبات الأرضية لقياس نطاقات الأشعة تحت الحمراء الأقصر من 2 ميكرومتر. الحل الأمثل هو إرسال التلسكوب كقمر صناعي في الفضاء حيث لا يوجد جو في الطبقات العليا، وهناك يمكن تسجيل الأشعة تحت الحمراء في جميع نطاقاتها كاملة.

### أماكن المراصد

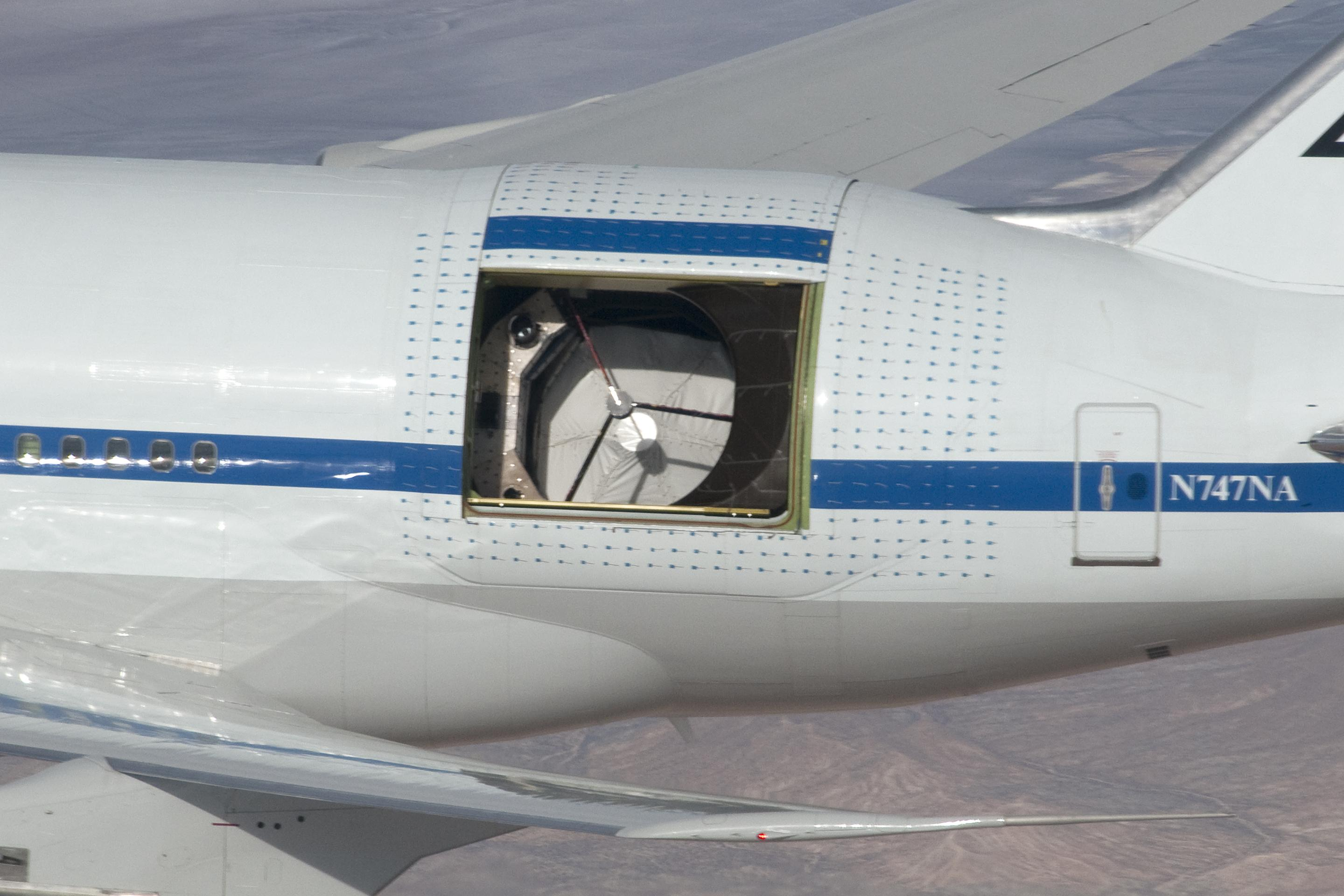
SOFIA التلسكوب صوفيا للأشعة تحت الحمراء في الطائرة الخاصة به إثناء تجريبه في عام 2009.

يمتص الغلاف الجوي للأرض الأشعة تحت الحمراء وعلى الأخص بخار الماء في الهواء. ولكن توجد «نوافذ» لا يمتص بخار الماء من الأشعة تحت الحمراء وهي لأطوال الموجة أقصر من 2 ميكرومتر وعدة نوافذ حتى 40 ميكرومتر وتستغلها التلسكوبات الأرضية حيث تقوم برصدها بواسطة أجهزة مصممة خصيصا لذلك. لهذا تبنى مراصد الأشعة تحت الحمراء في مناطق عالية وجافة في نفس الوقت. من ضمن تلك المناطق نجد مرصد مونا كيا أو المرصد الأوروبي الجنوبي ايسو في شيلي. كذلك مرتفعات القارة المتجمدة الجنوبية مناسبة لبرودتها وجفافها. وعادة تُنشأ في تلك المناطق تلسكوبات تستقبل الأشعة المرئية والأخرى تستقبل الأشعة تحت الحمراء القادمة من الأجرام السماوية وسحب الغاز والغبار الكونية.
ونظرا لانخفاض امتصاص طبقات الجو للأشعة تحت الحمراء كلما زاد الارتفاع عن سطح الأرض يتم منذ ستينيات القرن الماضي استغلال تلسكوبات تحملها بالونات وأحيانا تحملها صواريخ بالستية. فيصعد الصاروخ وعلى متنه التلسكوب ويتخذ مساره منحًى معينا في الطبقات العليا من الجو ثم يسقط في البحر. أثناء ذلك يقوم التسلسكوب الذي يحمله بتسجيل الأشعة تحت الحمراء القادمة من مناطق معينة في الكون.
كذلك منذ الستينيات من القرن الماضي فقد جهزت بعض الطائرات التي تطير عاليا بحيث تحمل تلسكوبات للأشعة تحت الحمراء، مثل «مرصد ليار جيت» Lear Jet Observatory و «مرصد طيران كويبر» و «مرصد الستراتوسفير للأشعة تحت الحمراء» SOFIA .
بالنسبة إلى تلسكوبات الأشعة تحت الحمراء التي تحملها أقمار صناعية يستفاد أولا من انعدام امتصاص الجول للأشعة وكذلك من البرودة، فيمكن تصنيع تلسكوبات صغيرة نسبيا وتعمل في درجات حرارة منخفضة جدا من دون أجهزة تبريد اصطناعي. لهذا فقد شهد علم الفلك بالأشعة تحت الحمراء نشاطا كبيرا منذ الثمانينيات من القرن الماضي بإرسال تلسكوبات للاشعة تحت الحمراء إلى الفضاء. من ضمنها تلسكوب القمر الصناعي للأشعة تحت الحمراء IRAS ومرصد الأشعة تحت الحمراء الفضائي. في الوقت الحالي ومنذ عام 2009 يعمل مقراب سبيتزر الفضائي والمرصد الفضائي ASTRO-F والتلسكوب الفضائي هيرشل، كما سوف يرسل قريبا مقراب جيمس ويب الفضائي. وكل هذه التلسكوبات متخصصة لقياس الاشعة تحت الحمراء القادمة إلينا من أجرام سماوية وسحب غازات وغبار في أنحاء متفرقة في الكون.

### المكشاف

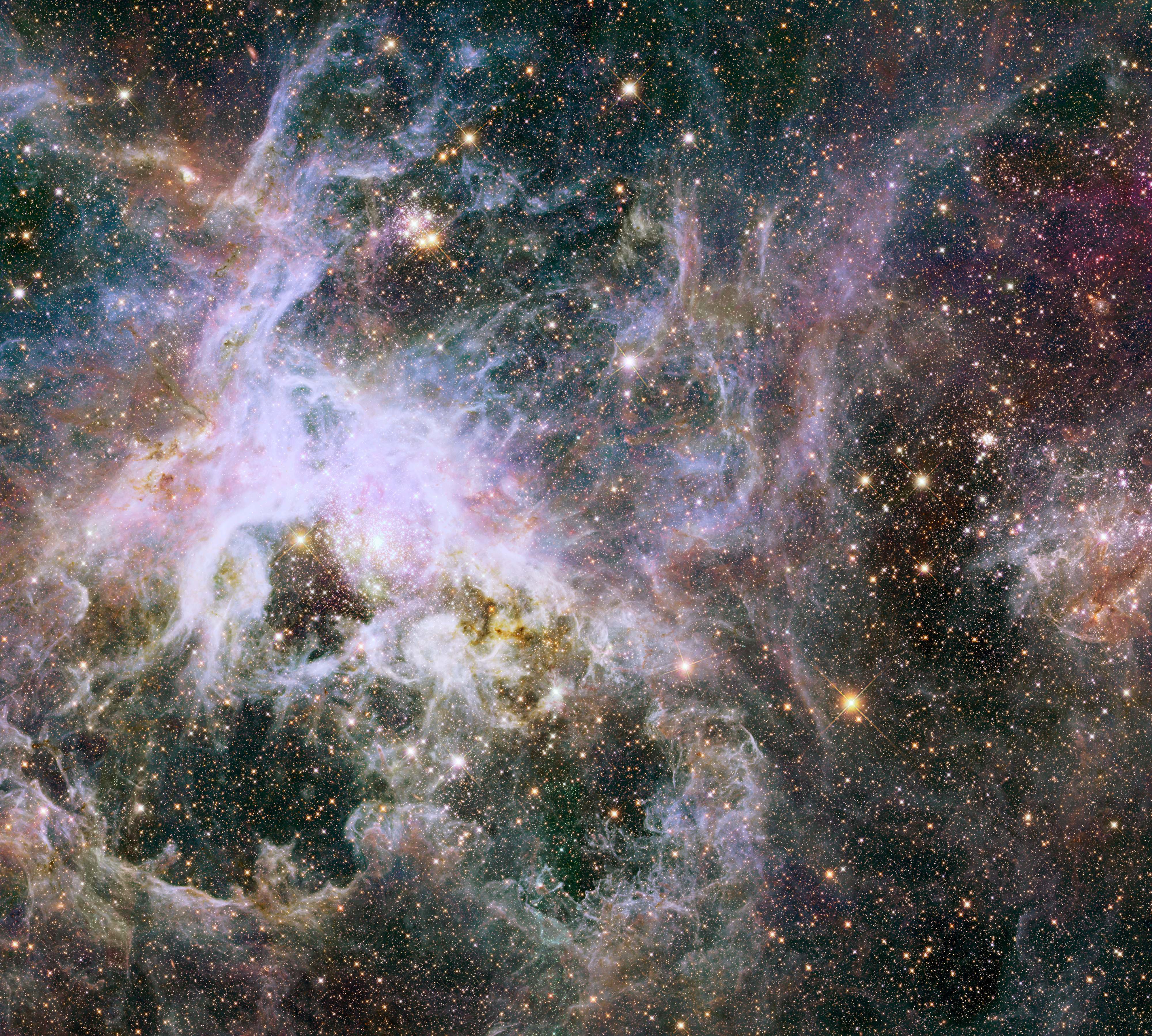
صورة لـ سديم العنكبوت كما سجلها تلسكوب هابل الفضائي بكاميرا خاصة للأشعة تحت الحمراء.

المكشاف هو العضو الحساس الذي يقوم بالقياس. وتستخدم لقياس الأشعة تحت الحمراء في نطاقاتها الواسعة عدة أنواع من المجسات (مكشاف). تستخدم مجسات سي سي دي لقياس الاشعة تحت الحمراء حتى طول موجة 1 ميكرومتر، وهي تصلح عادة أيضا لقياس الضوء المرئي. أما بالنسبة لأطوال موجة أطول من ذلك فتستخدم أنواع أخرى من المكشافات.
بعد الحرب العالمية الثاية بدأ صنع مكشافات من سولفيد الرصاص
(PbS) مما ساعد على وجود علم الفلك للاشعة تحت الحمراء. وفي الوقت الحال نشط فياس الأشعة تحت الحمراء القريبة بمكشافات تعمل بطريقة دايود ضوئي وهي تستخدم مواد شبه موصل مثل «أنتمونيد الإنديوم» InSb وكذلك مكشافات من مواد «توليريد الكادميوم والزئبق» Hg,Cd)Te). كما وسع استخدام المجسات الحرارية (بولومتر) لقياس الأشعة تحت الحمراء الطويلة الموجة. ومنذ اكتشاف شبه الموصلات تصنع مصفوفات مكشافات بمساحة
2048*2048 بكسل وأكثر من ذلك تستخدم لقياس الاشعة الطويلة الموجة.

## ميزات قياس الأشعة تحت الحمراء

### النفاذية في سحب الغبار الكوني

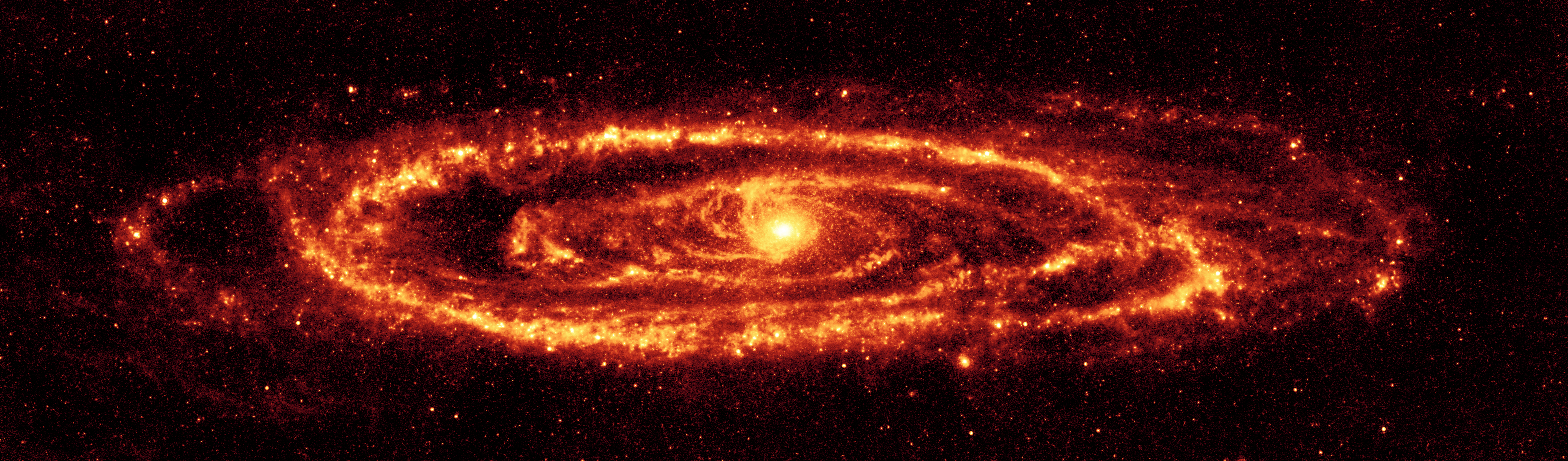
صورة أندروميدا للأشعة تحت الحمراء القادمة منها، طول موجة الأشعة 24 ميكرومتر.

تختلف نفاذية الاشعة الكهرومغناطيسية عند تخللها للغبار الكوني كثيرا بحسب طول موجة الأشعة. فتنخفض نفاذية طول موجة 2 ميكرومتر للاشعة تحت الحمراء القريبة (قريبة من الضوء الأحمر في طيف الضوء) إلى نحو 1/10 بمقارنتها بنفاذية الضوء المرئي. بذلك تصبح اجرام خلف سحابة الغبار مرئية ويمكن تصويرها، مثل تصوير النجوم الناشئة، وتصوير مركز المجرة وكذلك رصد حوصلة مجرة بعيدة تصدر أشعة تحت الحمراء.

### مشاهدة أجرام باردة
طبقا قانون بلانك للإشعاع تصدر الأجرام الباردة، مثل القزم البني أو نجم مختفي خلف سحابة غبارية أشعة تحت الحمراء بصفة أساسية. كما يوجد لكثير من ذرات العناصر
والجزيئات والأونات انتقالات ذرية إشعاعية تصدر عنها أشعة تحت الحمراء. ولذلك تستغل
مطيافية الأشعة تحت الحمراء كثيرا بغرض معرفة التركيب الكيميائي للغازات ولاستنتاج بعض
البيانات الفيزيائية للغازات في الكون في درجات حرارة باردة تبلغ عدة مئات كلفن.

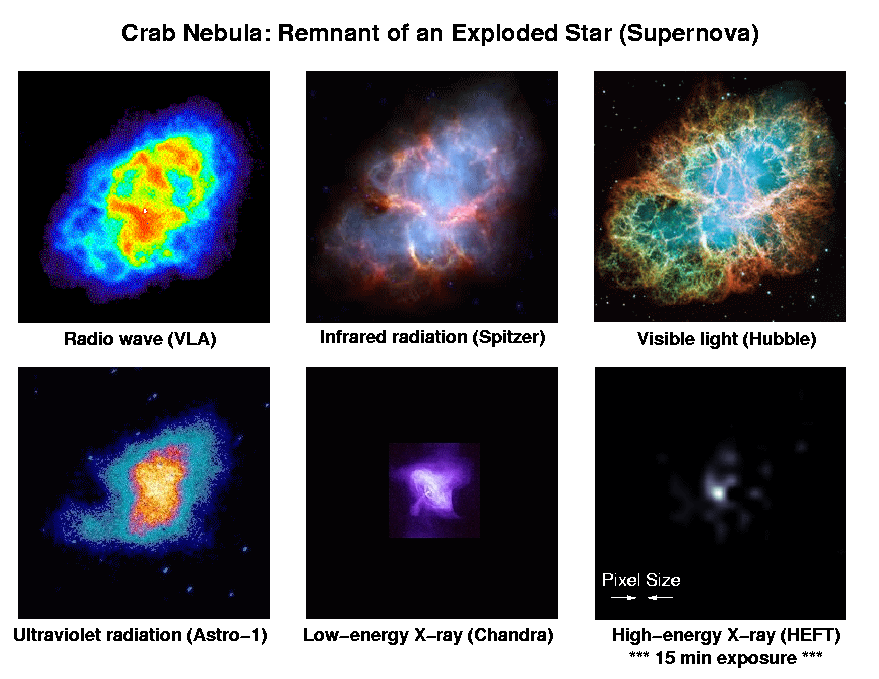
سديم السرطان : بقايا نجم منفجر (مستعر أعظم).الصور للضوء المرئي، وصور لأشعة أكس ذات أطوال موجة مختلفة تدل على شدة ارتفاع درجة حرارة المصدر، إلتقطتها تلسكوبات مختلفة، كل منها يرى حيز ضيق من أطوال الموجة. صورة الأشعة تحت الحمراء ترى أعلى الوسط.

يمتص الغبار البارد (درجة حرارته أقل من 100 كلفن) الضوء الساقط عليه من نجوم ويحولها إلى أشعة تحت الحمراء. كما أن الأشعة تحت الحمراء تصدر من الأجرام السماوية وتعتبر جزءا من كاقتها الإشعاعية. فتسجيل الاشعة تحت الحمراء القادمة وبمعرفة أطيافها وطول موجاتها يمكننا التعرف في العناصر المكونة للغبار وكذلك درجة حرارته.
والمواد العضوية التي قد توجد في بعض سحب الغبار فهي تصدر أشعة في نطاق الاشعة تحت الحمراء المتوسطة، وهي مواد تتكون من كربوهيدرات أي فيها الكربون والهيدروجين. فبمعرفة اطوال الموجات تحت الحمراء وأطيافها القادمة من سحب غبارية في الكون يمكننا معرفة العناصر الكيميائية الموجودة فيها وكذلك معرفة درجة حرارتها.

### قياس الانزياح الأحمر
ظاهرة الانزياح نحو الأحمر الكوني هي ظاهرة «رؤية» ما تشعه مجرات ناشئة منذ حالة الكون في القديم من أشعة فوق البنفسجية تصل إلينا وقد انزاحت إلى نطاق الأشعة تحت الحمراء. وتستغل تلك الظاهرة في تصميم تلسكوب الفضاء الجديد المسمى مقراب جيمس ويب الفضائي الذي سوف يطلق إلى الفضاء قريبا (2014).

### مشاهداتمجرة درب التبانة

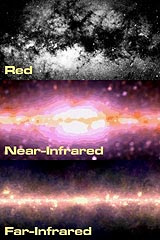
مقارنة تصوير مركز مجرتنا في أطوال موجة مختلفة.

يجرى رصد كثير للأشعة تحت الحمراء التي تأتي إلينا من مجرة درب التبانة بغرض التعرف على مراحل تطور وتطور النجوم. فعندما نقوم بالقياس في مساحات شاسعة فيها تتكون لدينا مجموعة بيانات هائلة لنجوم كثيرة في مختلف مراحل أعمارها. وينعكس عمر النجم على خواصه التي نحصل عليها عن طريق قياس طيفه وعن طريق قياس الأشعة تحت الحمراء المنبعثة منه. من تلك النجوم الأقزام البنية التي تسجل في صور عالية الدقة مع تحليل لأطيافها. وتم الحصول على صور لأقراص غبارية تحيط بها وهي تدل على مراحل في تطورها.
وفي مركز مجرتنا، مجرة درب التبانة شوهدت بواسطة الاشعة تحت الحمراء القادمة منها المنطقة المحيطة بثقب أسود عظيم الكتلة، حيث تبلغ كتلته نحو 2 مليون ضعف كتلة شمسية. كما بواسطة الأشعة تحت الحمراء يمكن رصد نجوم متطورة تلقي بمادتها في الفضاء، وتكثر أرصاد الاشعة تحت الحمراء في أنحاء عديدة من المجرة.
ويستغل العلماء المتخصصين في علم فلك الاشعة تحت الحمراء بفحص مطيافية الأشعة تحت الحمراء
(أي تحليل أطيافها) بغرض معرفة العناصر المكونة للوسط بين النجمي. وقد اكتشف القمر الصناعي الذي يقيس الأشعة تحت الحمراء IRAS أشعة تحت الحمراء تأتي من طبقات عالية فوق وتحت مستوي المجرة، كما اكتشف وجود سحب غبارية في هيئة خيوط وتشعبات في تلك المناطق التي كنا نحسبها خالية.

### مشاهدات فيالمجموعة الشمسية
تشاهد الكواكب وتوابعها والمذنبات والكويكبات كثيرا بواسطة الأشعة تحت الحمراء. وقد اكتشف التلسكوب الفضائي «إيراس» على سبيل المثال عددا من الكويكبات ومذنبات، وكذلك اكتشف ثلاثة أحزمة غبارية في منطقة حزام الكويكبات، وربما أن تكون تلك الأحزمة الغبارية قد تكونت من اصتدام الكويكبات التي تعد بالملايين في تلك المنطقة بين كوكب المريخ والمشتري. ويهدف العلماء حاليا في دراستهم للمجموعة الشمسية في معرفة خواص كويكبات خلف مدار نبتون في حزام كويبر وكذلك في سحابة أورت البالغتين البعد عنا.

## اقرأ أيضا
- إقليدس (مقراب فضائي)
- علم فلك الأشعة فوق البنفسجية
- علم فلك الأشعة السينية
- علم فلك رصدي
- مطيافية
- نطاق جاي